# Estación de Canal
Canal es una estación de las líneas 2 y 7 del Metro de Madrid situada bajo la confluencia de las calles Cea Bermúdez, José Abascal y Bravo Murillo. Su denominación viene de la proximidad del Parque del Tercer Depósito del Canal de Isabel II, así como de la sede de los Teatros del Canal.
En esta estación dispone de servicio de Bibliometro.

## Historia
La estación se abrió al público el 16 de octubre de 1998, siendo estación terminal de la línea 7 hasta el 12 de febrero de 1999.
Los días 15, 20, 23, 27 y 30 de julio y 3, 5 y 7 de agosto de 2021, los andenes de la línea 2 cerraron a las 22 h (en lugar de la 1:30) por obras en el tramo Quevedo-Cuatro Caminos. La línea 7 no se vio afectada.

## Accesos
Vestíbulo Canal
- Bravo Murillo, pares C/ Bravo Murillo, 40 (cerca de C/ José Abascal)
- Bravo Murillo, impares C/ Bravo Murillo, 47
- Ascensor C/ Bravo Murillo, 47 (esquina C/ Cea Bermúdez). Para Teatros del Canal e Instalaciones Deportivas Canal de Isabel II

## Líneas y conexiones

### Metro
| << cabecera                                                  | < estación  | línea | estación >      | cabecera >>    |
| ------------------------------------------------------------ | ----------- | ----- | --------------- | -------------- |
| Las Rosas                                                    | Quevedo     |       | Cuatro Caminos  | Cuatro Caminos |
| Hospital del Henares Cambio de tren en Estadio Metropolitano | Alonso Cano |       | Islas Filipinas | Pitis          |

### Autobuses
| Diurnos   |                     |                                   |
| Línea     | Destino             | Parada                            |
| 3         | Puerta de Toledo    | 807 CANAL (C/ José Abascal, 2)    |
| 12        | Pº Marqués de Zafra | 807 CANAL (C/ José Abascal, 2)    |
| 37        | Puente de Vallecas  | 1383 CANAL (C/ Bravo Murillo, 47) |
| 149       | Tribunal            | 1383 CANAL (C/ Bravo Murillo, 47) |
| Nocturnos |                     |                                   |
| Línea     | Destino             | Parada                            |
| N23       | Cibeles             | 1383 CANAL (C/ Bravo Murillo, 47) |